# 碁聖戦 (台湾)
碁聖戦（ごせいせん、碁聖賽）は、台湾の囲碁の棋戦。2008年に開始。2013年からは中環碁聖戦（中環碁聖賽）。

## 碁聖戦（2008-2012年）
- 主催 台湾棋院
- 優勝賞金 20万元

### 方式
- 8組の予選リーグの上位2名ずつ、計16名によるトーナメント戦で実施。決勝は三番勝負。
- コミは6目半。
- 持時間は、各3時間、残り5分から60秒の秒読み5回。

### 歴代優勝者と決勝戦
（左が優勝者）
- 1. 2008年 林至涵 2-1 陳詩淵
- 2. 2009年 林書陽 2-1 蕭正浩
- 3. 2010年 陳詩淵 2-0 王元均
- 4. 2011年 林至涵 2-1 周俊勲
- 5. 2012年 蕭正浩 2-0 林君諺

## 中環碁聖戦
- 主催 (1-11期)台湾棋院、(12回)中華職業囲棋協会、海峰棋院
- 協力 (12回)台湾棋院
- 後援 中環公司
- 優勝賞金 (1期)20万元、(2-3期)30万元、(4期-)40万元

### 方式
- トーナメント戦で実施。決勝は三番勝負。4期は64名、5期は60名、6期は63名、7期は68名が出場。
- コミは6目半。
- 持時間は、各2時間、60秒の秒読み3回。決勝戦は各3時間、60秒の秒読み3回。

### 歴代優勝者と決勝戦
（左が優勝者、（）内は準決勝）
- 1. 2013年 林立祥 2-0 王元均 （林立祥 - 林宇翔、 王元均 - 林至涵）
- 2. 2014年 陳詩淵 2-1 林立祥 （陳詩淵 - 王元均、 林立祥 - 林至涵）
- 3. 2015年 陳詩淵 2-0 王元均 （陳詩淵 - 林士勛、 王元均 - 林立祥）
- 4. 2016年 王元均 2-1 林立祥 （王元均 - 蕭正浩、 林立祥 - 周俊勲）
- 5. 2017年 許皓鋐 2-1 林君諺 （許皓鋐 - 簡靖庭、 林君諺 - 林士勛）
- 6. 2018年 林士勛 2-0 許皓鋐 （林士勛 - 林書陽、 許皓鋐 - 王元均）
- 7. 2019年 許皓鋐 2-0 簡靖庭 （許皓鋐 - 賴均輔、 簡靖庭 - 林士勛）
- 8. 2020年 許皓鋐 2-1 林君諺 （許皓鋐 - 蕭正浩、 林君諺 - 簡靖庭）
- 9. 2021年 王元均 2-1 陳祈睿 （王元均 - 許皓鋐、 陳祈睿 - 賴均輔）
- 10. 2022年 賴均輔 2-0 林立祥（賴均輔 - 李維、 林立祥 - 許育祺）
- 11. 2023年 許皓鋐 2-1 賴均輔（許皓鋐 - 劉耀文、賴均輔 - 簡靖庭）
- 12. 2024年 許皓鋐 2-0 陳祈睿（許皓鋐 - 盧奕銓、陳祈睿 - 賴均輔）